# Chromodoris hintuanensis
Chromodoris hintuanensis is een zeenaaktslak die behoort tot de familie van de Chromodorididae.
De slak is wit van kleur, met paarse rinoforen. De rand van de slak is azuurblauw. Ze wordt, als ze volwassen is, zo'n 3 cm lang.